# Coleophora violacea
Coleophora violacea é uma espécie de mariposa do gênero Coleophora pertencente à família Coleophoridae.